# Campeonato Paulista de Futebol de 2019 - Segunda Divisão
A Segunda Divisão do Campeonato Paulista de 2019 foi a quadragésima quarta edição desta competição de futebol, equivalente ao quarto escalão do estado e organizada pela Federação Paulista de Futebol (FPF).
A competição foi composta de seis fases e disputada por 41 equipes entre os dias 6 de abril e 2 de novembro. Nas três primeiras fases, os participantes foram divididos em grupos, pelos quais os integrantes enfrentaram os adversários da própria chave em jogos de turno e returno. Nas fases eliminatórias, o resultado agregado das duas partidas definiram quem avançou à fase seguinte. Dessa forma, as oito equipes restantes foram a cada fase reduzidas à metade até a final.
O Paulista conquistou o título da edição após vencer a decisão contra o Marília. Este também garantiu o acesso para a Série A3 de 2020.

## Formato e participantes
Em sua quadragésima quarta edição, o quarto escalão do estado foi disputado em seis fases, sendo três em formato de pontos corridos e três eliminatórias. Nas três primeiras fases, os participantes foram divididos em grupos, pelos quais os integrantes enfrentaram os adversários da própria chave em jogos de turno e returno.
Por outro lado, as três últimas fases foram compostas por jogos eliminatórios, definidos de acordo com a classificação geral. Conforme preestabelecido no regulamento, o resultado agregado das duas partidas definiram quem avançou à fase seguinte. Assim, as oito equipes restantes foram a cada fase reduzidas à metade até a final. Os 41 participantes desta edição foram:
| Grupo 1 - América-SP - Andradina - Bandeirante - Fernandópolis - José Bonifácio - Osvaldo Cruz - Tupã Grupo 2 - Catanduva - Catanduvense - Francana - Inter de Bebedouro - Matonense - Sãocarlense - Taquaritinga Grupo 3 - Brasilis - Independente-SP - Itapirense - Jaguariúna - Rio Branco-SP - União Barbarense - XV de Jaú | Grupo 4 - Assisense - Elosport - Itararé - Marília - Santacruzense - VOCEM Grupo 5 - Amparo - Joseense - Atlético Mogi - Manthiqueira - Paulista - São José-SP - União Mogi Grupo 6 - Barcelona - Flamengo-SP - Guarulhos - Jabaquara - Mauá - Mauaense - União Suzano |

## Resultados
Os resultados das partidas da competição estão apresentados nos chaveamentos abaixo. As três primeiras fases foram disputadas por pontos corridos, com os seguintes critérios de desempates sendo adotados em caso de igualdades: número de vitórias, saldo de gols, número de gols marcados, número de cartões vermelhos recebidos, número cartões amarelos recebidos e sorteio. Por outro lado, as fases eliminatórias consistiram de partidas de ida e volta, as equipes mandantes da primeira partida estão destacadas em itálico e as vencedoras do confronto, em negrito. Conforme preestabelecido no regulamento, o resultado agregado das duas partidas definiram quem avançou à final, que foi disputada por Paulista e Marília e vencida pela primeira equipe, que se tornou campeã da edição.

### Primeira fase

#### Grupo 5
- O União Mogi perdeu 4 pontos por infração ao art. 214.

#### Grupo 6
- O Mauaense perdeu 6 pontos por infração ao art. 214.

### Segunda fase

#### Grupo 12
- A Matonense perdeu 6 pontos por infração ao art. 214.

### Fases finais
|  | Quartas de final              | Quartas de final              | Quartas de final              | Quartas de final              |   |             | Semifinais         | Semifinais         | Semifinais         | Semifinais         |  |         | Final                         | Final                         | Final                         | Final                         |  |  |
|  | 28 de setembro a 6 de outubro | 28 de setembro a 6 de outubro | 28 de setembro a 6 de outubro | 28 de setembro a 6 de outubro |   |             | 11 a 20 de outubro | 11 a 20 de outubro | 11 a 20 de outubro | 11 a 20 de outubro |  |         | 26 de outubro e 2 de novembro | 26 de outubro e 2 de novembro | 26 de outubro e 2 de novembro | 26 de outubro e 2 de novembro |  |  |
|  |                               |                               |                               |                               |   |             |                    |                    |                    |                    |  |         |                               |                               |                               |                               |  |  |
|  | São José-SP                   | 2                             | 0                             | 2                             |   |             |                    |                    |                    |                    |  |         |                               |                               |                               |                               |  |  |
|  | Marília                       | 2                             | 2                             | 4                             |   |             |                    |                    |                    |                    |  |         |                               |                               |                               |                               |  |  |
|  | Marília                       | 2                             | 2                             | 4                             |   | Marília     | 2                  | 1                  | 3                  |                    |  |         |                               |                               |                               |                               |  |  |
|  |                               |                               |                               |                               |   | Marília     | 2                  | 1                  | 3                  |                    |  |         |                               |                               |                               |                               |  |  |
|  |                               | Fernandópolis                 | 0                             | 1                             | 1 |             |                    |                    |                    |                    |  |         |                               |                               |                               |                               |  |  |
|  | Rio Branco-SP                 | Fernandópolis                 | 0                             | 1                             | 1 | 2           | 0                  | 2                  |                    |                    |  |         |                               |                               |                               |                               |  |  |
|  | Rio Branco-SP                 |                               |                               |                               |   | 2           | 0                  | 2                  |                    |                    |  |         |                               |                               |                               |                               |  |  |
|  | Fernandópolis                 | 1                             | 3                             | 4                             |   |             |                    |                    |                    |                    |  |         |                               |                               |                               |                               |  |  |
|  | Fernandópolis                 | 1                             | 3                             | 4                             |   |             |                    |                    |                    |                    |  | Marília | 0                             | 3                             | 3                             |                               |  |  |
|  |                               |                               |                               |                               |   |             |                    |                    |                    |                    |  | Marília | 0                             | 3                             | 3                             |                               |  |  |
|  |                               | Paulista (mc.)                | 0                             | 3                             | 3 |             |                    |                    |                    |                    |  |         |                               |                               |                               |                               |  |  |
|  | Francana                      | Paulista (mc.)                | 0                             | 3                             | 3 | 0           | 3                  | 3                  |                    |                    |  |         |                               |                               |                               |                               |  |  |
|  | Francana                      |                               |                               |                               |   | 0           | 3                  | 3                  |                    |                    |  |         |                               |                               |                               |                               |  |  |
|  | Flamengo-SP                   | 2                             | 3                             | 5                             |   |             |                    |                    |                    |                    |  |         |                               |                               |                               |                               |  |  |
|  | Flamengo-SP                   | 2                             | 3                             | 5                             |   | Flamengo-SP | 0                  | 1                  | 1                  |                    |  |         |                               |                               |                               |                               |  |  |
|  |                               |                               |                               |                               |   | Flamengo-SP | 0                  | 1                  | 1                  |                    |  |         |                               |                               |                               |                               |  |  |
|  |                               | Paulista                      | 2                             | 2                             | 4 |             |                    |                    |                    |                    |  |         |                               |                               |                               |                               |  |  |
|  | Assisense                     | Paulista                      | 2                             | 2                             | 4 | 0           | 0                  | 0                  |                    |                    |  |         |                               |                               |                               |                               |  |  |
|  | Assisense                     |                               |                               |                               |   | 0           | 0                  | 0                  |                    |                    |  |         |                               |                               |                               |                               |  |  |
|  | Paulista                      | 2                             | 2                             | 4                             |   |             |                    |                    |                    |                    |  |         |                               |                               |                               |                               |  |  |